# Andrew!!!
Andrew!!! – album studyjny amerykańskiego pianisty jazzowego Andrew Hilla, wydany z numerem katalogowym BLP 4203 i BST 84203 w 1968 roku przez Blue Note Records.

## Powstanie
Materiał na płytę został zarejestrowany 25 czerwca 1964 roku przez Rudy’ego Van Geldera w należącym do niego studiu (Van Gelder Studio) w Englewood Cliffs w stanie New Jersey. Produkcją albumu zajął się Alfred Lion.

## Lista utworów
Opracowano na podstawie materiału źródłowego.
Wydanie LP
Strona A
| Nr | Tytuł utworu   | Muzyka      | Długość |
| -- | -------------- | ----------- | ------- |
| 1. | „The Groits”   | Andrew Hill | 6:05    |
| 2. | „Black Monday” | Hill        | 8:56    |
| 3. | „Duplicity”    | Hill        | 6:12    |
|    |                |             | 21:13   |

Strona B
| Nr | Tytuł utworu           | Muzyka | Długość |
| -- | ---------------------- | ------ | ------- |
| 1. | „Le Serpent Qui Danse” | Hill   | 6:56    |
| 2. | „No Doubt”             | Hill   | 4:23    |
| 3. | „Symmetry”             | Hill   | 7:09    |
|    |                        |        | 18:28   |

Utwory dodatkowe na reedycji (2005):
| Nr | Tytuł utworu                  | Muzyka | Długość |
| -- | ----------------------------- | ------ | ------- |
| 1. | „The Groits (alternate take)” | Hill   | 5:06    |
| 2. | „Symmetry (alternate take)”   | Hill   | 6:32    |
|    |                               |        | 11:38   |

## Twórcy
Opracowano na podstawie materiału źródłowego.
Muzycy:
- Andrew Hill – fortepian
- John Gilmore – saksofon tenorowy
- Bobby Hutcherson – wibrafon
- Richard Davis – kontrabas
- Joe Chambers – perkusja

Produkcja:
- Alfred Lion – produkcja muzyczna
- Rudy Van Gelder – inżynieria dźwięku
- Reid Miles – projekt okładki, fotografia na okładce
- Don Heckman – liner notes
- Michael Cuscuna – produkcja muzyczna, liner notes (reedycja z 2005)